# 黃華寶
黃華寶（約19世紀初—？），於清朝嘉慶後期出生；道光至咸豐時期詠春拳武術家，粵劇武生，黃華寶曾追隨梁蘭桂先生學習秘傳之拳術。黃華寶六十歲後退休，移居於佛山筷子路青雲街。黃華寶在佛山傳授弟子梁贊，梁贊武藝精湛，武德高尚，深得武林敬仰。梁贊有「詠春拳王」及「佛山贊先生」之美譽。